# Уракан
«Клуб Атлетіко Уракан» або просто «Уракан» (ісп. Club Atlético Huracán) — професіональний аргентинський футбольний клуб з міста Буенос-Айрес.

## Історія

### Заснування

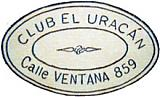
Перший логотип клубу

У 1903 році група студентів-підлітків з Коледжу Луппі, які зібралися, щоб грати в футбол поблизу станції Саенз на околицях Нових Помпеїв, вирішили створити команду для того, щоб змагатися з іншими студентськими колективами. Перше офіційне засідання без письмового запису або офіційно визначеного місця зустрічі, відбулося 25 травня того ж року на тротуарі перед будинком Томаса Жансалеса, розташованого по вулиці Вентана 859. На цьому засіданні було обрано назву клубу «Лос-Чикітос Помпея», а першим ігровим майданчиком клубу стала територія на вулиці Каче, між Трафул і Анкаст.
У 1905 році клуб організаційно оформився і ним керував Іларіо Херман Рампоні, було змінено назву на «Дефенсорес де Вентана» (букв. — «Захисники вікна»), а потім клуб отримав перших членів — Ернесто Деллісолу, Антоніо Сальґадо та Елісардо Фернандеса.
Потім, очевидно, 25 травня 1907 року на вулиці Вентана відбулося друге зібрання членів клубу. З ідеєю участі в офіційно визнаних турнірах під егідою Федерації виступив Амеріґо Стефаніні, учасники зібрання вирішили зареєструвати клуб під назвою «Verde esperanza y no pierde» («Зелена надія і не втрачає»), або за іншими даними «Verde esperanza y nunca pierde» («Зелена надія і ніколи не втрачає»), в той же час були пропозиції щодо інших назв, наприклад, як «Defensores de Nueva Pompeya» («Захисники Нових Помпеїв»), в тому числі й дещо незвичний «Defensores de Villa Crespo» («Захисники Вілли Креспо».), хоча немає ніяких офіційних документів, які б підтверджували ці дані. Після чого один із членів клубу пішов до книжкового магазину, щоб замовити гумову печатку для клубу, але йому цього зробити не вдалося. Існує дві версії того, чому не вдалося виготовити печатку. За однією — просто не вистачило коштів, щоб її замовити; за другою — продавець порадив скоротити назву клубу, оскільки просто фізично не був здатен нанести повну назву, яка була затверджена раніше. А потім на одній з вітрин магазину молоді люди побачили рекламне оголошення (за другою версією — альманах) з написом «Уракан», і їм ця назва дуже сподобалася. Отже, на першій печатці клубу з'явився напис: «CLUB EL URACÁN — Calle VENTANA 859» (Клуб Уракан — вулиця Вентана 859). Відсутність латинської букви «Н» (іспанською ця назва пишеться як Huracán) може бути пояснена тим, що працівник книгарні був італійського походження, а ця буква використовується тільки для певних форм дієслова; за другою ж версією це був звичайний недогляд або просто помилка; щоправда, за цю помилку він, за одним джерелом, повернув 50 сентаво, а за іншими даними — виготовив нову печатку. Є дані, що свідчать: першим президентом клубу був Аґустін Каймі, секретарем — Томас Жансаллес, а скарбником — Ґастон Брунетт. Крім того, А. Віллар став першим капітаном, а віце-капітаном — Ернесто Деллісола. Крім п'яти вищезазначених, засновниками клубу також були Амеріґо Стеффаніні, Хуан Фарінья, Анхель Камб'яссо, Енріке Верні, Вісенте К'яранте, Е. Леров, Р. Ґуручаґа, Антоніо Сальґадо, Р. Фернандес, Х. Спаґаріно, В. Лухан та Х. Лопес.

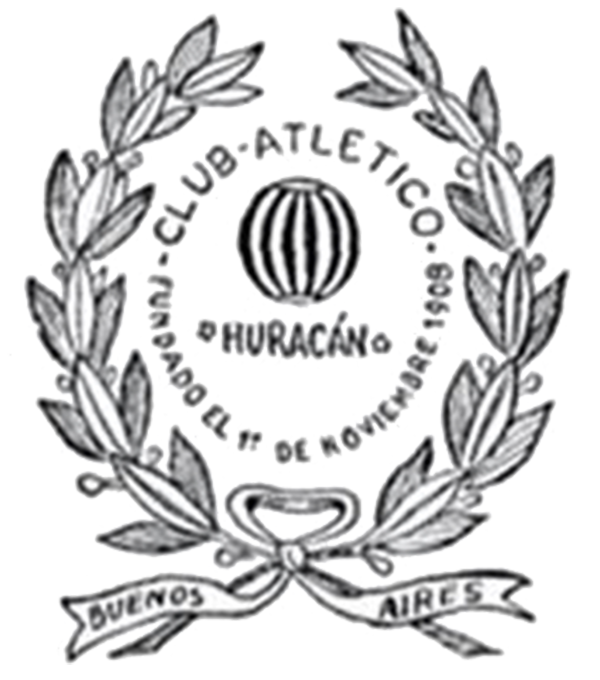
Установча печатка клубу

Уже в 1908 році клуб поповнився новими молодими людьми, здебільшого студентами з Коледжів Сан-Мартін та Парке Патрісіос, а також гравцями з інших клубів, як-от брати Альберті. Саме тоді з'явилась персона Хосе Лаґуни, з клубу Глорія ді Майо, який раніше час від часу грав за «Уракан» і який, після скандального програшу в останньому матчі проти клубу «Солер-Бока», під'юдив декотрих членів клубу бажання розпустити його, щоб надалі сформувати новий клуб з молодих гравців та розвивати його. Незважаючи на те, що він не брав участі в тому фіналі, він скликав нараду, щоб вирішити майбутнє «Уракану». 1 листопада 1908 року відбулося зібрання на вулиці Патагонес 2250 (нині 2972), в будинку Ернесто Деллісоли, на якому й «Уракан» було відроджено і до нього приєднався клуб «Помпеї Патрісіоз Парк». У цьому зібранні серед інших взяли участь, крім вищезгаданого Лаґуни, Аґустін Альберті, Вісенте К'яранте та Енріке Берні.
Існує книга пам'яті клубу, яка була заснована ще в липні 1910 року та має назву «Акт заснування клубу Атлетіко Уракан», де заднім числом від 12 листопада 1908 року записано: «Заснувати в Буенос-Айресі 25 травня 1903 року Клуб Атлетіко Уракан, реорганізований 1 листопада 1908 року з метою сприяння розвитку спортивних ігор, особливо футболу»; внизу під цим записом стоїть підпис президента клубу Хосе Лаґуни та секретаря Альберто Родріґеса. У цьому ж Акті заснування стверджується, що відтепер гравці клубу виступатимуть у білій сорочці, на якій буде зображено логотип у вигляді аеростатичної кулі та напис «Уракан». Це аеростатична куля, яка прибула до Аргентини з Франції спеціально для Аргентинського аероклубу і була доставлена електриком Хорхе Ньюбері в середині 1909 року, отже, в 1908 році вона не могла бути відомою в Аргентині, але в 1910 році, коли 20 липня відбулося друга нарада членів клубу, а також коли з'явився перший запис у Акті заснування, вона вже була відома. Приблизно в 1910 році з'являється клубна печатка з зображенням повітряної кулі та написом по центру «Уракан», напис «Клуб Атлетіко» був поміщений у верхній частині печатки, а напис «був заснований 1 листопада 1908 року» у нижній частині. Тому саме 1910 рік вважається офіційною датою заснування клубу.

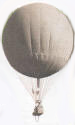
Аеростатична куля Уракан, на якій Хорхе Ньюбері перетнув три республіки

### Ньюбері та куля «Уракан»
У грудні 1909 року інженер Ньюбері на борту повітряної кулі, зробив найбільш захоплюючу подорож на той час, коли він вилетів з району Бельграно, в Буенос-Айресі, та прилетів до бразильського міста Баже. Керівництво клубу вирішило, що цей факт є чудовим рекламним ходом для популяризації клубу в Латинській Америці, тож вони взяли зображення повітряної кулі як офіційну клубну емблему. Хоча, звичайно, клуб уже використовував його на спортивній формі задовго до цього, дозвіл Ньюбері прийшов у лютому 1911 року в листі на ім'я «Пана Голови Спортивного клубу Уракан, Хосе Лагуни».
У травні 1911 року Рада директорів призначила почесним членом клубу Хорхе Ньюбері, а дещо пізніше він став першим почесним президентом. Коли клуб вийшов до вищого дивізіону аргентинського футболу (1914), він надіслав телеграму: «Ми виконали завдання, Клуб „Атлетіко Уракан“ виграв три поспіль дивізіони для виходу до Першого дивізіону, подібно як повітряна куля перетнув три республіки».

### 1910—1920: Ранні роки

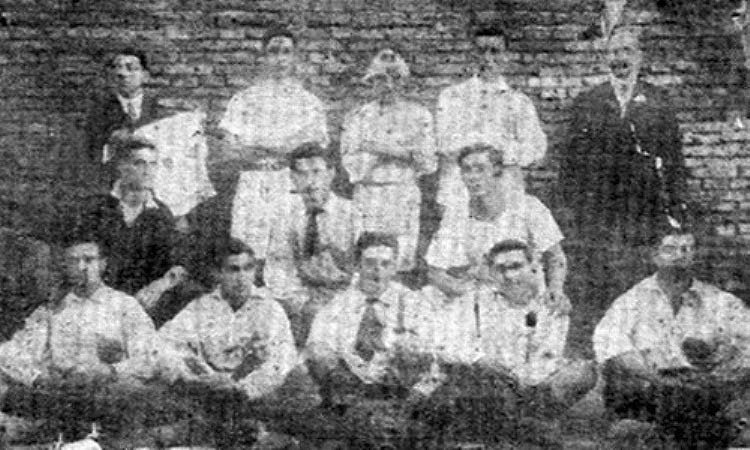
Гравці команди 1911 року

«Уракан» грав переважно в районах столиці під назвою Качі і Трафул, поки не отримав свою першу спортивну арену, власником якої був Хорхе Ньюбері, який водночас був і відповідальним за муніципальне майно, що було на території цього стадіону під назвою Аренас (нині вулиця Альмафуерте). В цей же час керівництву «Уракану» вдалося вступити до Федерації футболу Аргентини.
Саме підтримка рідного стадіону в третьому дивізіоні дозволила клубу в 1912 році перемогти в цьому турнірі, а наступного року клуб перемагає в Другому дивізіоні, і здобуває право дебютувати в 1914 році в Прімері. Наступні роки були дещо складнішими, ніж минулі, в яких клуб здобував чемпіонства, оскільки необхідно було закріпитися у вищому дивізіоні. А проте «Уракан» зміг завершити чемпіонат у верхній частині турнірної таблиці, тому можна вважати дебют клубу успішним.

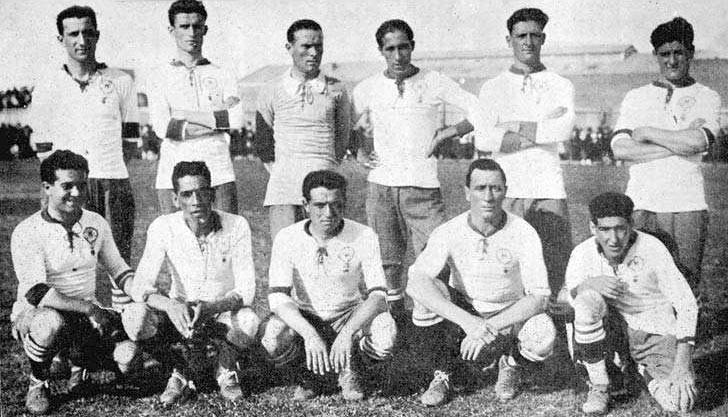
У 1921 «Уракан» виграв перший з п'яти своїх титулів у Прімері

### 1920—1928: Успішний етап
І, нарешті, в 1921 році «Уракан» виграв свій перший чемпіонат у Прімері, програвши тільки одну гру з 18 матчів. Клуб оформив своє друге чемпіонство в 1922 році, вигравши 13 із 16 ігор. У 1923 році відбулася надзвичайна ситуація: чемпіонат був припинений, коли «Уракан» разом з «Бока Хуніорс» займав 1-2 місця, але з грою в запасі, тож Федерація вирішила провести між ними золотий матч, щоб оголосити чемпіона, «Бока» виграв матч у додатковий час з рахунком 2:0 та став переможцем національного чемпіонату.
1924 рік став перехідним роком після того, як у попередньому сезоні клуб не виграв жодного трофея. Наприкінці року «Уракан» досягає нового успіху, перемігши «Нуева Чикаго» у фіналі, оскільки обидві команди завершили чемпіонат з однаковою кількістю набраних очок. Не витрачаючи багато часу на святкування, «Уракан» здобуває чергове чемпіонство, набравши 58 очок у чемпіонаті, який тривав 16 місяців.

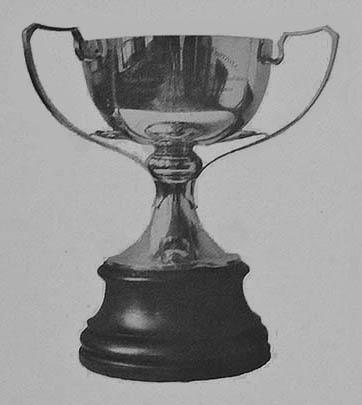
Кубок Доктора Карлоса Ібаргурена, який команда виграла у 1922 та 1925 роках

В цей час «Уракан» стає одним із провідних футбольних клубів Аргентини аматорського періоду і постійно, за винятком 1930 року, входить до десятки найсильніших клубів національного чемпіонату. Після здобуття титулів у 1921, 1922, 1925 та 1928 роках, головна футбольна команда Аргентини почала розглядати гравців «Уракану», насамперед гравців атакувальної ланки за їхні бомбардирські здібності, Ґільєрмо Стабіле, Анхеля К'єзу, Рамона Васкеса та Хуана Пратто, єдиного гравця команди, який здобув у складі клубу всі чотири чемпіонства.
Успішні результати «Уракану» в національному чемпіонаті надали клубу право на участь у Кубку Доктора Карлоса Ібаргурена, в якому зустрічалися переможець аргентинської Прімери і переможець Футбольної ліги Росаріна. У першому для себе розіграші турніру в 1921 році «Уракан» поступився з рахунком 0:3 «Ньюеллс Олд Бойз», але в матчі-переграванні в наступному розіграші турніру він переміг представника Росаріни з рахунком 1:0 завдяки голу Анхеля К'єзи (перший матч фіналу турніру завершився з рахунком 1:1, у складі «Уракану» в тому матчі відзначився все той же К'єза). «Парке Патрісіос» знову став володарем Кубка Ібаргурена в 1925 році, переміг тодішнього чемпіона Росаріо, «Тіро Федераль» з рахунком 2:1, в тому матчі за «Уракан» відзначилися Ґільєрмо Стабіле та Хуан Пратто.

### 1931—1939: Початок ери професіоналізму

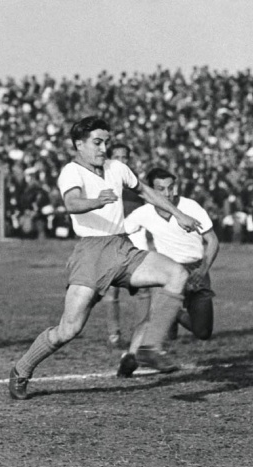
Еміліо Бальдонедо, третій найкращий бомбардир в історії «Уракану», віддав 10 років своєї кар'єри саме цьому клубу

У 1934 році була створена Аргентинська футбольна асоціація (АФА) найсильніші клуби країни почали наполягати на збільшенні їхньої ролі в процесі прийняття рішень. У 1937 році цей тиск увінчався успіхом і АФА, рішенням від 5 серпня, створила систему кваліфікованого голосування відповідно до таких правил: Три голоси: Клуби, які мали більш ніж 15 000 членів, 20 років поспіль участі в офіційних турнірах і принаймні два чемпіонських титули в національній першості; Два голоси: Клуби з 10 000—15 000 членів, а також клуби, які не мали такої кількості, але були чемпіонами і при цьому не менше 20 років поспіль виступали у Прімері; Один голос: решта клубів, які з тих або інших причин не відповідають вищевказаним критеріям. До першої групи з трьома голосами увійшло шість клубів: «Бока Хуніорс», «Рівер Плейт», «Сан-Лоренсо ді Альмагро» та «Расінг», а також «Індепендьєнте» та «Уракан». У 1947 році з приходом Томаса Адольфо Дуко до АФА, це правило було скасовано, але з плином часу назва «Велика шістка» стала дуже популярною серед футбольної спільноти Аргентини.
У перші роки епохи професіоналізму клуб був далекий від великих завоювань та моментів слави. В цей період відбуваються внутрішні зміни в аргентинському футболі скеровані фактично проти «Уракану», але вже незабаром клуб повертається з новими трофеями та новим успіхом.
1939 рік став важливим не лише в спорті, а й у всіх сферах суспільного життя. Під керівництвом Томаса А. Дуко в «Уракана» з'являється своя штаб-квартира — на тому місці, де нині знаходиться стадіон. У цей час значно зростає кількість фанатів клубу й тепер вона перевищує 20 000 осіб, але команда вже не в змозі повернутися на свій колишній рівень і виступає вже не так успішно.

### 1940—1949: Епоха національних кубків

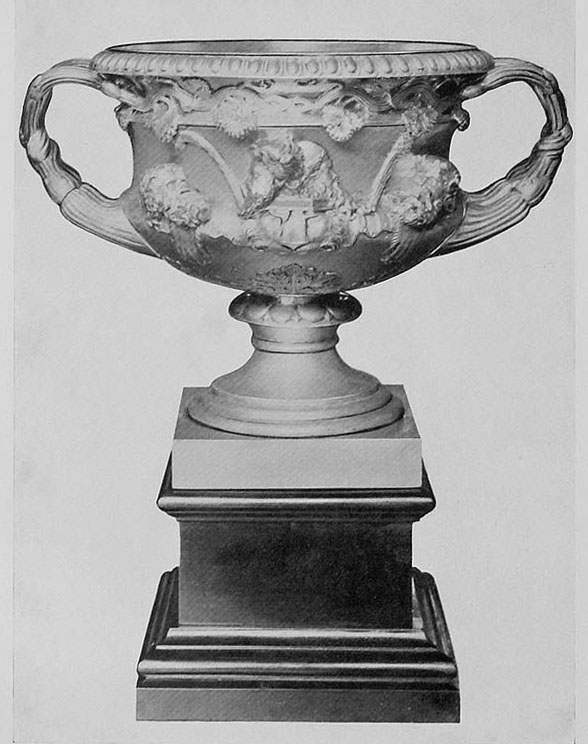
Кубкове змагання Британіки, в якому Уракан переміг в 1944

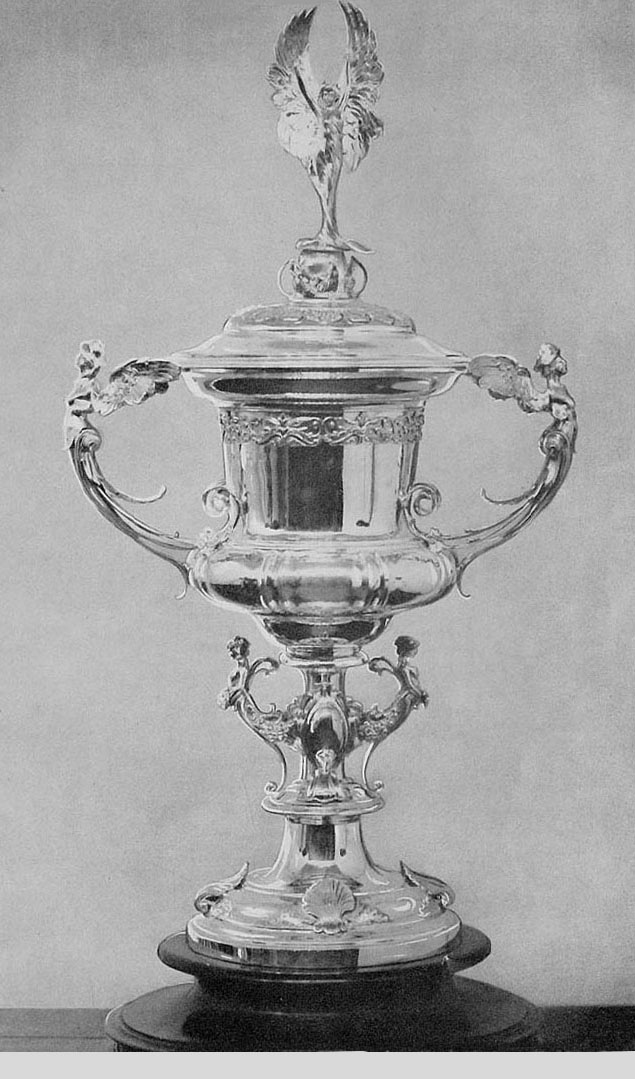
Кубок Доктора Адріана К. Ескобара, в якому перемагав «Уракан» у 1942 та 1943

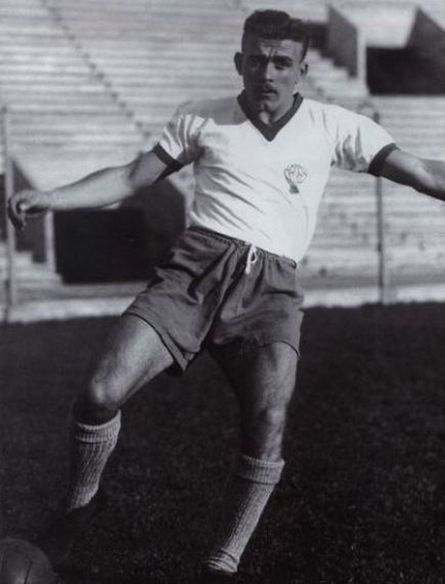
Ді Стефано у футболці «Уракану»

40-ві роки принесли клубу приємні події, але не так багато, як хотілося б.
У 1941 році «Уракан» здобув право вперше взяти участь у Кубку Адріана Ескобара, посівши місце в сімці найкращих команд національного чемпіонату. У своєму дебютному виступі в національному кубку «Уракану» вдалося дійти до фіналу, в якому він поступився клубу «Рівер Плейт», чинному переможцю національного чемпіонату 1941 року. Наступного року, 1942, «Уракан» знову взяв участь у турнірі, у 1/4 фіналу з рахунком 4:2 вони здолали «Ньюеллс Олд Бойз», після цього у півфіналі зіграли внічию 0:0 в основний час зі своїм принциповим суперником «Сан-Лоренсо де Альмагро», а в овертаймі перемогли їх з рахунком 1:0. У фіналі «Уракану» знову протистояв «Рівер Плейт», але цього разу «Уракан» переміг з рахунком 2:0 і вперше здобув Кубок Адріана Ескобара. У наступному, 1943, році «Уракан» повторив свою звитягу, переміг «Рівер Плейт» у 1/4 фіналу, а «Індепендьєнте» в 1/2 фіналу. Фінальний матч проти Платенсе відзначився серією післяматчевих пенальті, (основний час завершився нульовою нічиєю), в якій тріумфував «Уракан». Таким чином, клуб удруге поспіль завоював цей престижний трофей.
Уже через рік, у 1944-му, команда знову завоювала титул, цього разу змагання на Кубок Компетенсія Бретаніка, в якому взяли участь 16 команд аргентинської Прімери. В 1/8 фіналу «Уракан» переміг «Велес Сарсфілд» з рахунком 2:1, а у чвертьфіналі в принциповому протистоянні переміг «Сан-Лоренсо». Матч завершився з рахунком 4:3 на користь «Уракану», і ця перемога не лише вивела клуб до півфіналу турніру, але й дозволила йому кваліфікуватися для участі в іншому кубковому турнірі, Кубку Республіки «Генерала Педро Пабло Раміреса» в сезоні 1944 року, в якому він уже вдруге поступився своєму історичному супернику по національному кубку. Пізніше «Уракан» переконливо переграв у півфіналі з рахунком 4:1 «Ньюеллс Олд Бойз», а у фіналі зустрівся з «Бока Хуніорс». Завдяки голам Норберто Мендеса, Наталіо Пешіа (а/г) та Льяміла Сімеса (2), «Уракан» переміг своїх суперників з рахунком 4:2. Таким чином, клуб виграв свій шостий національний кубковий трофей на додаток до трьох завойованих поспіль чемпіонств.
Як правило, з 1941 року команда виступала в районах Алькотра та Луна. Повторне відкриття та перший матч на новому стадіоні «Хорхе Ньюбері» (перейменований 23 вересня 1967 року на «Томас Адольфо Дуко») відбулося у неділю 7 вересня 1947 року, у присутності понад 80 000 глядачів, в якому «Бока Хуніорс» переміг «Уракан» з рахунком 4:3. Офіційний дебют на континентальних змаганнях відбувся у четвер, 10 листопада, 1949 року проти «Пеньяроля» з Монтевідео, який завершився з рахунком 4:1 на користь «Уракану».
У середині 40-х років клуб був проданий через конфлікт між урядом Аргентини та президентом «Уракану» Томасом Дуко. В цей час «Уракан», як правило, входив до числа топ-5 команд турнірної таблиці, а також мав у своєму складі одного з найкращих аргентинських футболістів того часу: Ермініо Масантоніо.
За підсумками останнього туру національного чемпіонату сезону 1949 року «Уракан» разом з «Ланусом» набрали по 26 очок та поділили останнє місце в турнірній таблиці, отож обидва клуби були змушені зіграти матч плей-оф (двоматчеве протистояння вдома і на виїзді), щоб визначити, хто з них у наступному сезоні буде виступати в Прімері B. Через нічию за підсумками трьох матчів, 16 лютого 1950 року на стадіоні Рівер Плейт був зіграний четвертий і заключний матч цього протистояння, але гравці «Лануса» на знак протесту проти рішення арбітра відмовилися грати матч, тож «Уракан» зберіг свою прописку в Прімері.
Іншими важливими подіями цього періоду в історії клубу були дебюти двох гравців, які увійшли в історію аргентинського футболу: Альфредо Ді Стефано в 1946 році та Адольфо Педернера в 1948 році.

### 1950—1972: Успішні та невдалі сезони
На початку 50-х років «Уракан» боровся за збереження свого місця в Примері, і виграв цю боротьбу, у 1950 році він виграв двоматчеву дуель у рамках плей-оф за право виступу в Примері у «Тигре», а в 1951 році закінчив чемпіонат на одну позицію вище, ніж «Кільмес». У 1952 році «Уракан» здобуває бронзові нагороди національного чемпіонату, цей результат став найкращим досягненням клубу в 50-х роках.
У 60-х роках «Уракан» виступав у національних турнірах не так вдало, як у минулих роках, незважаючи на великі надії керівництва щодо виступів команди у національних змаганнях. За винятком шостого місця в сезоні 1963 і восьмого в 1962, клуб не зміг потрапити до топ-10 команд верхньої частини турнірної таблиці національного чемпіонату.
У 1967 році відбулася реорганізація футбольних чемпіонатів у Аргентині, внаслідок цієї реорганізації з'явилися Метрополітана та Насьйональ, на цьому етапі у складі команди виділялися серед інших Мігель Лоайса та Альфредо Обберті. У 1969 році одночасно в складі клубу дебютували дві майбутні зірки клубу — Мігель Бріндісі та Карлос Бабінгтон.
Невелике піднесення клубу наприкінці 60-х років створили передумови для нових успіхів вже в 70-х роках, коли «Уракан» уперше в професійній ері виграв національний чемпіонат. Команда розпочала з вдалих виступів, здобувши бронзові нагороди чемпіонату Метрополітана в сезоні 1972, а гравці клубу Мігель Бриндізі та Роке Аваллай стали найкращими бомбардирами турніру, до того ж «Уракан» став єдиним клубом, який зумів перемогти «Сан Лоренцо», це сталося у матчі другого туру, а сам поєдинок завершився з рахунком 3:0.

### 1973: чемпіонство «Уракану»
Саме процес, розпочатий ще тренером Сесаром Луїсом Менотті в 1971 році, призвів до появи сильної команди, яка особливо яскраво продемонструвала свою силу в першому колі чемпіонату, але й у другому колі також не збавила обертів. 16 вересня 1973 року, незважаючи на поразку з рахунком 1:2 від місцевого клубу «Хімнасія і Есгріма» (Ла-Плата), «Уракан» виграв національний чемпіонат вп'яте в своїй історії та вперше в епоху професіоналізму.
У підсумку «Уракан» набрав 46 очок у 32 матчах, маючи в активі 19 перемог, 8 нічиїх та 5 поразок, забив 62 м'ячі, а пропустив 30, до того ж став найрезультативнішою командою національного чемпіонату. Кожен уболівальник клубу надовго запам'ятав цих гравців: Ектор Роганті, Нельсон Чабай, Даніель Багліоне, Альфіо Басіле, Хорхе Карраскоса, Мігель Бріндісі, Франсиско Руссо, Карлос Бабінгтон, Рене Хаусман, Роке Аваллай та Омар Ларроса були в числі одинадцяти основних гравців. Уракан виграв Чемпіонат Метрополітано та назавжди вписав свою назву в історію. Газети й журнали рясніли заголовками: «Парк-де-лос-Партісіоз, Палац мрії», «Уракан продовжує дарувати свято», «Скільки коштує абонемент на матчі Уракану»?
| Склад: - Ектор Роганті - Нельсон Чабай - Даніель Багліоне - Альфіо Басіле - Хорхе Карраскоса - Мігель Бріндісі - Франсиско Руссо - Карлос Бабінгтон - Рене Хаусман - Омар Ларроса - Роке Авалляй - ТР: Сесар Луїс Менотті |  | Чемпіон Метрополітано 1973 Роганті Карраскоса Басіле Чабай Багліоне Бабінгтон Ларроса Хаусман Руссо Аваллай Бріндісі |
| Чемпіон Метрополітано 1973 Роганті Карраскоса Басіле Чабай Багліоне Бабінгтон Ларроса Хаусман Руссо Аваллай Бріндісі |  | |

На заміні: Мігель Анхель Леєс, Карлос Леоне, Едуардо Чірога, Франсіско Дель Валле, Хосе Скалізе, Едгардо Канту, Хуліо Тельйо, Рубен Ріос, Адольфо Кеурікян, Анхель Толісано, Альберто Фанесі, Карлос Зебалльйос, Альфонсо Рома.

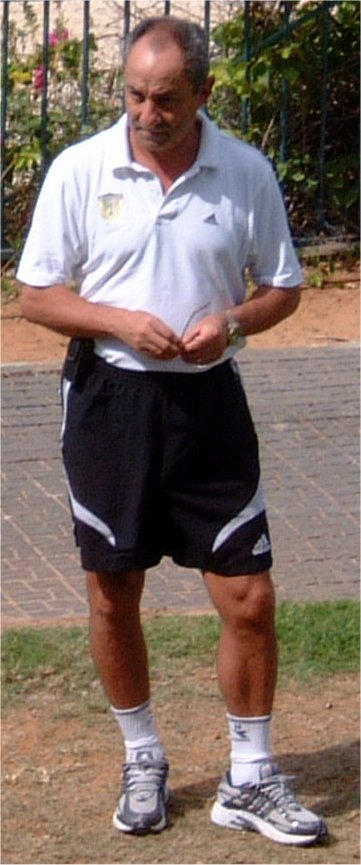
Освальдо Арділес, гравець (1975—1978) та технічний директор (2007) клубу

### 1974—1980: постчемпіонський період
З тими ж гравцями у складі, в 1974 році «Уракан» вийшов у півфінал Кубка Лібертадорес Америки. У 1975 році він зайняв друге місце в Чемпіонаті Метрополітано, а також в 1976 році, маючи у своєму складі двох зіркових футболістів, Ектора Балея та Освальдо Арділеса, майбутніх чемпіонів світу 1978 року, команда вдруге поспіль стала срібним призером чемпіонату Метрополітано. У турнірі, який мав складний формат, «Уракан» у підсумку не зміг виграти чемпіонський титул, але продемонстрував найкращу результативність: після двох відбірних етапів, у яких учасники були розділені на дві групи, у першому в зоні А «Уракан» посів перше місце й не програв жодного матчу (15 перемог і 7 нічиїх в 22 матчах). У фінальному раунді, на стадіоні Рівер Плейт, у матчі проти «Бока Хуніорс», майбутнього чемпіону турніру, на дуже вогкому полі стадіону «Уракан» поступився й посів друге місце. Загалом кожна з команд зіграла по 11 матчів. У фінальній частині чемпіонату брали участь 12 команд, розділених на дві групи по шість у кожній, матчі проходили за коловою системою на нейтральних стадіонах, кожна з команд зустрічалася одна з одною лише раз. Слід також зазначити, що протягом 1976 року «Уракан» зіграв п'ять поєдинків проти свого принципового суперника — «Сан-Лоренсо». У 1977 році клуб підписав контракт з фірмою Adidas на постачання для клубу ігрової форми, таким чином, став першим футбольним клубом в Аргентині, який почав використовувати ігрову форму цієї марки.
У 80-ті роки, коли футбольні результати були не найкращими, команді вдалося здійснити свою давню мрію, побудувати свій власний спортивний комплекс, «Ла Куеміта».

### 1981—1986: Перший виліт
У 80-ті роки справи клубу йшли не дуже добре. Після декількох сезонів, у яких клуб посідав місця в середині таблиці вниз, «Ель Глобо ді Парке Партісіоз» уперше вилетів з елітного дивізіону 1986 року до Прімері Б Насьйональ, сталося це через 72 сезони безперервних виступів у Прімері, однією з причин вильоту клубу з елітного дивізіону національного чемпіонату було те, що «Уракану» заключні матчі довелося зіграти з представниками топ-7 турнірної таблиці Апертури. Після перемог над «Ланусом» і «Лос-Андес», наступним суперником команди став «Депортіво Італьяно». Перший матч «Ель Глобо» програли на стадіоні Рікардо Етчеверрі з рахунком 0:1. У другій грі «Уракан» на стадіоні Хосе Амальфтані переміг з рахунком 2:1, ця перемога дозволила команді вийти до фіналу. 24 червня на стадіоні Хосе Амальфтані, обидва суперники знову зустрілися між собою для того, щоб визначити, хто ж у наступному сезоні залишиться виступати в Прімері. Основний час поєдинку завершився з рахунком 2:2, тож команди змушені були бити післяматчеві пенальті. «Уракан» програв у серії з рахунком 2:4 і таким чином уперше у своїй історії вилетів з елітного дивізіону національного чемпіонату.

### 1986—1989: Прімера Б
«Уракан» у своєму першому сезоні в Прімері Б посів 4-те місце й набрав 8 очок і, таким чином не потрапив до команд нижньої частини турнірної таблиці, які боролися у матчах плей-оф за право збереження своєї прописки в Прімері Б. Клуб переміг «Депортіво Мандію» з рахунком 2:0 і вийшов до півфіналу плей-оф. У першому матчі півфіналу «Уракан» у себе вдома зіграв у нульову нічию з «Бельграно Кордова», а в матчі-відповіді програв з рахунком 1:2 та залишився ще на один рік у Прімері Б.
У своєму другому сезоні «Уракан» завершив чемпіонат на 7-му місці в турнірній таблиці та знову грав матчі плей-оф за право виходу до Прімери. Він обіграв у першому раунді «Дуглас Хейга», у другому — переграв «Бельграно» та вийшов до півфіналу, але знову програв на цій стадії, цього разу клубу «Чако Фор Евер».
У сезоні 88/89 років «Уракан» зайняв 5-те місце в турнірній таблиці та знову грав матчі плей-оф за право звиходу до Прімери. У першому раунді він переграв «Атлетіко Рафаела», але у другому — поступився «Колону» з Санта-Фе.

### 1990: Довгоочікуване підвищення
Клуб провів чотири роки у Прімері Б аж допоки в сезоні 1989/90 років до команди не повернувся Карлос Бабінгтон, тепер як технічний директор у складі клубу він був чемпіоном. Формат турніру Насьйональ B був предметом постійних суперечок. 22 команди грали між собою 42 матчі, за коловою системою. Після декількох років постійних нововведень у чемпіонаті, той факт, що один і той же формат існував уже понад чотири роки дозволило стабілізувати цей дивізіон аргентинського футболу. Були кілька команд, які по черзі займали місця у верхній частині турнірної таблиці. Спочатку лідирував «Дуглас Хейг», допоки їх не змінив «Атлетіко Тукуман». Проте наприкінці першого кола «Пергаміно» разом з «Ураканом», а потім і «Кільмес», починають поступово підтягуватися до лідерів. Таким чином, різниця між цими клубами істотно скоротилася, у другому колі «Сервесеро» розпочинають свою переможну серію.
І коли до завершення чемпіонату залишалося декілька турів, «Уракан» і «Кільмес» наздогнали та випередили їх, оскільки в «Сервесеро» почалася ігрова криза й відповідно — втрата очок. Таким чином, «Ель Глобо» не тільки наздогнав, але й 19 травня 1990 року в домашньому матчі проти «Лос-Андес», завдяки голу Антніо Мохамеда оформили чемпіонство. Того дня у складі «Уракану» у стартовому складі вийшли: Пуентедура; Брітез, Купер, Віктор, Шульц, Амодео, Кіроз, Ерреро, Сатурно, Мохамед та Дельгадо. Нарешті, команда на чолі з Карлосом Бабінгтоном виграла пряме підвищення в класі, в цьому сезоні клуб провів 42 матчі, в яких здобув 24 перемоги, 12 нічиїх та 6 поразок, забив 70 голів, а пропустив — 32 проти, з різницею в 7 очок випередив свого найближчого переслідувача, «Кільмес».

### 1990—1994: Перші роки після повернення до Прімери та віце-чемпіонство

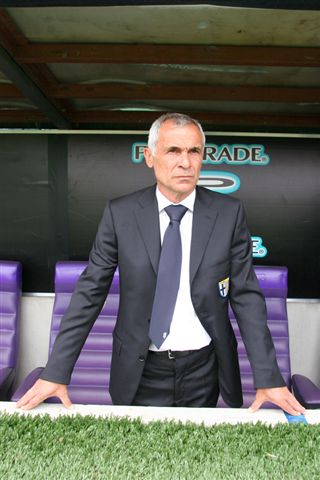
Ектор Купер, у складі клубу здобув путівку до Прімери в 1990 році та став срібним призером Клаусури 1994 року

Після 4 сезонів у другому дивізіоні, в сезоні 1990/91 років у Прімері клуб посів 7-ме місце, а Серхіо Сатурно став найкращим бомбардиром клубу. У наступному сезоні він кваліфікувався на «Турнір Восьмикутника», який є відбірним етапом для участі в груповому етапі Кубка Лібертадорес, але програв у першому раунді.
Виступаючи у Прімері, «Уракану» під керівництвом Ектора Купера вперше після 19-річної перерви в 1993 році вдалося пробитися до Кубка КОНМЕБОЛ після того, як команда посіла 5-те місце в національному чемпіонаті, але в 1/8 фіналу «Уракан» зазнав поразки від «Пеньяроля», після поразки в першому матчі в Монтевідео з рахунком 0:1 і нічиєї 1:1 на Парке Партісіоз.
У Клаусурі в сезоні 1994 року команда виступала з такими гравцями у складі, як Вальтер Пеллетті, Уго Моралес і Віктор Уго Дельгадо. «Уракан» перемагає своїх прямих конкурентів у чемпіонській гонці, як традиційного суперника «Сан-Лоренсо» з рахунком 2:1, в 12-му турі, та «Росаріо Сентрал» 1:0. В останньому турі команда перемагає «Банфілд» 2:0. Перед початком останнього туру «Уракан» перебував на першому місці, випереджаючи «Індепендьєнте», який йшов на другому місці, на одне очко, і в останньому турі ці суперники зустрілися між собою. Гра була призначена на 28 серпня, відразу після завершення чемпіонату світу в США. «Червоні», на чолі з колишнім гравцем «Уракану», Бріндісі, тріумфували та здобули титул після перемоги з рахунком 4:0 над «Ель Глобо». Рамберт відкрив рахунок на 19-й хвилині, а Гарнер його подвоїв 25-й. На 10-й хвилині другого тайму Коукуейро зробив рахунок 3:0, а за п'ять хвилин до завершення поєдинку Рікардо Гарека поставив фінальну крапку — 4:0. За підсумками цього чемпіонату «Уракан» знову здобув путівку до Кубка КОНМЕБОЛ.
Найбільше в цьому сезоні на поле виходили: Гутіеррез, Ваттімос, Барріос, Коукейро, Корбалан, Маріні, Р. Моралес, У. Моралес, Дельгадо, Пеллетті та Флорес. «Ель Глобо» завершили чемпіонат з 25 набраними очками, в тому числі здобули 10 перемог, 5 разів зіграли внічию, зазнали 4 поразок, забили 25 м'ячів та пропустили 22.

### 1995—1999: Невдалі сезони та повторний виліт
«Уракан» кваліфікувався для участі в Кубок КОНМЕБОЛ у сезоні 1994 року, але вже в другому раунді турніру поступився Серро Кора із загальним рахунком 3:5. Після цього результати «Ель Глобе» почали поступово погіршуватися, команда посідала місця в турнірній таблиці ледве вище 10-го, зокрема в Апаратурі 1995 року (6-те) та Клаусурі 1996 року (7-ме). За п'ять сезонів «Уракан» змінив 11 тренерів, але так і не зміг в достатній мірі покращити свої результати.
До відверто слабких виступів клубу додалися негативні політичні та адміністративні події, які відобразилися на виступах клубу в Клаусурі 1999 року, вперше за останні 90 років команда посіла останнє місце в турнірній таблиці, і після 9 сезонів у елітному дивізіоні «Уракан» опинився серед 6 клубів, які вилетіли до Насьйональ Б.

### 1999—2000: Повернення Бабінгтона та підвищення у класі
З поверненням Карлоса Бабінгтона на посаду головного тренера команди та приходом досвідчених футболістів протягом року «Уракану» вдалося повернутися до Прімери. У чемпіонаті Насьйональ Б в сезоні 1999/2000 років виступали 24 клуби, які були розділені на 2 зони (у першій — 16 клубів, а в другій — 18 клубів), які паралельно розігрували чемпіонство.
Спочатку «Уракан» разом з «Атлетіко Рафаела», «Сан-Мартін-ді-Мендоса» та «Кільмес» через те, що ці команди набрали однакову кількість очок та посіли місце у верхній частині турнірної таблиці, зіграли між собою по дві гри (вдома та на виїзді) за право виходу до Прімери. «Уракан» посів перше місце і зустрівся з мендосійцями. У першій грі він переміг на «Парке Партісіоз» з рахунком 2:1, а на виїзді програв з рахунком 0:1, але «Ель Глобо» пройшов «Кільмес» за рахунок голу на виїзді. Таким чином, «Уракан» здобув право в наступному сезоні повернутися до Прімери.

### 2000—2003: Повернення до Прімери та третій виліт клубу
Для того, щоб повернутися до Прімери, у складі «Ель Глобо» виступали Лучо Гонсалес та Даніель Монтенегро, який був ключовою фігурою клубу та його найкращим бомбардиром.
У Клаусурі 2001 року за чемпіонство боролися два традиційних суперники, «Рівер Плейт» і «Сан-Лоренцо». У передостанньому турі «мільйонери» зустрілися з «Ураканом», в той час як «Сан-Лоренцо» грав з «Ферро», в матчі з «Рівер Плейт», як багато хто стверджував, що «Ель Глобо» зіграє так, щоб їхній класичний суперник не зміг втратити очки в цій чемпіонській гонці. Однак «Уракан» переміг столичних «мільйонерів» з рахунком 3:2 і посприяв завоюванню чемпіонства іншому своєму традиційному супернику і мав зустрітися з «Сан-Лоренцо» в останньому, тож команда сподівалася знову відібрати очки у лідера, як «Ель Глобо» вчинило в попередньому турнірі. Протягом тижня вулиці столиці були обвішані плакатами з написами: «Велика перемога, навіть якщо ви не згодні».
Після вдалих виступів у чемпіонаті та перебування «Уракану» в турнірній таблиці серед найкращих клубів Аргентини, керівництво команди не змогло уникнути економічних проблем, які в свою чергу відобразилися і на спортивних досягненнях клубу. Це призвело до того, що за підсумками сезону в Клаусурі 2003 року (команда набрала лише 7 очок з 57 можливих) та посіла останнє місце і вибула з Прімери.

### 2003—2006: Період невдалих матчів плей-оф за право на підвищення
За підсумками сезону 2003/04 років у Насьйональ Б «Уракан» посів 9-те місце та опинився від зони, яка б дозволила взяти участь у матчах плей-оф за право підвищитися у класі.
У наступному сезоні на чолі з тренером Антоніо Мохаммедом «Уракан» завершив Апертуру на другому місці, а Клаусура на сьомому. У своєму другому сезоні «Уракан» та «Гімнасія і Есгріма ді Жужуй» стали найкращими клубами в турнірній таблиці, але фінал за право підвищитися у класі виграла саме «Гімнасія». «Ель Глобо» програв перший домашній матч з рахунком 0:1, а другий завершився нульовою нічиєю, що завадило клубу напряму підвищитися у класі. Таким чином, «Уракан» був змушений грати ще один матч плей-оф, проти 17-ї команди Прімери, команда поступилася з рахунком 1:2 вдома та програла з рахунком 0:1 на виїзді й змушена була грати ще один сезон у другому дивізіоні.
У підсумковій турнірній таблиці чемпіонату 2005/06 років «Уракан» завершив на четвертому місці, таким чином, кваліфікувався для участі в плей-оф за право виходу до Прімери. У першому матчі півфіналу з рахунком 2:3 поступився «Сан-Мартін-де-Сан-Хуану», але у другому поєдинку «Парке Партісіоз» переміг з рахунком 3:0 клуб, який вилетів з Прімери, «Чакаріта Хуніорс». Перший матч був зіграний на стадіоні «Томаса Адольфо Дуко», який завершився перемогою «куль» з рахунком 3:0, а в матчі-відповіді «Уракан» програв з рахунком 0:2, але хоч і з великими труднощами, у підсумку з рахунком 3:2 на користь «Уракану», кваліфікувався в фінал плей-оф за право виходу до Прімери проти «Архентінос Хуніорс». Перший матч двоматчевого протистояння завершився нічиєю 1:1, а в другому «Ель Глобо» та «Ель Бічо» зіграли також внічию, цього разу з рахунком 2:2, завдяки більшій кількості забитих м'ячів на чужому полі саме «Архентінос Хуніорс» вийшли до Прімери. Після цього Мохамед подав у відставку з посади головного тренера «Уракану».

### 2006—2007: Повернення до Прімери
У 2006 році в клубі були проведені президентські вибори, на яких провідною фігурою та, зрештою, переможцем став Карлос Бабінгтон, який ставав чемпіоном ще як гравець в 1973 році, а також як тренер у 1990 та 2000 роках. Після невдалого початку чемпіонату та відставки головного тренера клубу Соси, на тренерський місток «Уракану» повернувся Антоніо Мохамед. Після покращення позицій в турнірній таблиці та налагодження командної гри, «Ель Глобо» вийшов до другого фіналу плей-оф за право виходу до Прімери, цього разу суперником «Уракану» був «Сан-Мартін».
Після того, як «Уракан» переміг у першому матчі завдяки єдиному забитому м'ячу у виконанні Мауро Мілано, 16 червня 2007 року відбувся матч-відповідь у Сан-Хуані. Рахунок у матчі відкрив «Сан-Мартін», голом відзначився Луїс Тонелотто, але «Уракан» завдяки старанням Хоакіна Ларрівея відновив паритет у матчі, 1:1 і ця нічия виводила «Уракан» до Прімери. Далі «Уракан» контролював хід поєдинку, але Себастьян Бруско забив зі штрафного, після доволі сумнівного порушення правил гравцем «Уракану». На 53-й хвилині, Тонелотто встановив остаточний рахунок у матчі, 3:1 на користь «Сан-Хуана», і клуб вперше у своїй історії вийшов до Прімери, а «Уракан» почав готуватися до матчу проти «Годой-Круса».
Перша гра відбулась на домашньому стадіоні «Уракану», він завершився перемогою «Парке Партісіоз» із рахунком 2:0, голами відзначилися Коєтте та Ларрівей. У другому матчі «Ель Глобо» переміг з рахунком 3:2 на стадіоні «Мальвінас Аргентінас», завдяки голам Санчеса Претте, Мілано та Гордільо, і, таким чином, після чотирирічної перерви повернувся до Прімери.

### 2007—2009: Повернення до Прімери та поява Лос-Анхелеса ді Каппа
Після відносно успішних сезонів 2007 та 2008 років, в Клаусурі 2009 року команда, в якій на провідних ролях були Маріо Болатті, Хав'єр Пасторе, Сезар Гонсалес, Матіас Дефедеріко та інші, з тренером Анхелем Каппою, демонструвала яскраву гру. Позитивні зміни, які відбулися в клубі, дозволили піднятися з дна турнірної таблиці та поповнити ряди своїх уболівальників. «Уракан» набрав 38 очок та посів друге місце, пропустивши вперед лише чемпіонів «Велес Сарсфілд», з якими «Уракан» зустрівся в останньому турі та поступився 0:1, цей матч «Ель Глобо» завершували в нерівних складах, оскільки за вісім хвилин до завершення матчу був вилучений воротар клубу Гастон Монзон, через що клуб подав офіційний протест до АФА. Федерація задовольнила вимоги «Уракану». Маріо Болатті був обраний другим кращим гравцем чемпіонату після Себастьяна Верона; Хав'єр Пасторе визнаний відкриттям року, а тренер «Уракану» Анхель Каппа став найкращим тренером.
| Склад команди: - Гастон Монзон - Карлос Араухо - Паоло Гольц - Едуардо Домінгес - Карлос Арано - Патрісіо Торансо - Маріо Болатті - Сезар Гонсалес - Хав'єр Пасторе - Матіас Дефедеріко - Фредеріко Ніето - Тр: Анхель Каппа |  | Віце-чемпіон Клаусури 2009 Монзон Арано Домінгес Араухо Гольц Гонсалес Дефедеріко Пасторе Болатті Ніето Торансо |
| Віце-чемпіон Клаусури 2009 Монзон Арано Домінгес Араухо Гольц Гонсалес Дефедеріко Пасторе Болатті Ніето Торансо |  | |

Інші гравці команди:Лукас Кальвіньйо, Кевін Кура, Езек'єль Філіппетто, Леандро Хав'єр Діаз, Гастон Есмерадо, Гастон Беральді, Алан Санчез, Лусіано Ніето, Леонардо Медіна, Арієль Кользера.

#### Бомбардири
| Гравець           | Голів |
| ----------------- | ----- |
| Хав'єр Пасторе    | 7     |
| Маріо Болатті     | 5     |
| Матіас Дефедеріко | 5     |
| Федеріко Ніето    | 5     |
| Патрісіо Торансо  | 4     |
| Паоло Гольц       | 3     |
| Едуардо Домінгес  | 1     |
| Карлос Араухо     | 1     |
| Гастон Есмерадо   | 1     |
| Карлос Арано      | 1     |
| Сезар Гонсалес    | 1     |
| Леонардо Медіна   | 1     |

### 2009—2011: Черговий виліт до другого дивізіону
Після сезону 2009 у Клаусурі клуб пережив серйозну кризу, внаслідок чого постійно змінювалися головні тренери.
Після нетривалого перебування головним тренером клубу Хесуса Мартінеса, його змінив Ектор Рівоіра. Після 4 невиразних матчів, Рівоірі вдалося зберегти початкову команду, яка у підсумку набрала 26 очок та посіла десяте місце в Клаусура 2010, найбільше матчів у тій команді зіграли Гастон Монсон та Патрісіо Торансо. У наступному сезоні команда втратила кількох гравців: Гольца, Едуардо Домінгеса та Торанко, і після серії невдалих матчів, тренер подав у відставку.
Наступним тренером клубу став колишній гравець клубу в сезоні 1973 року Мігеля Бріндізі. Під його керівництвом «Уракан» не продемонстрував хороших результатів в Апературі 2010 року, розгромно програв у дербі «Сан-Лоренцо» з рахунком 0:3. Після відставки Бріндізі на початку сезону в Клаусурі 2011 року, Роберто Помпей очолив клуб, але й під його керівництвом команда демонструвала вкрай невдалу гру, так, у фінальній частині Клаусури «Уракан» виграв лише один з десяти матчів, а в сезоні 2010/2011 років команда посіла останнє місце за підсумком обох турнірів. Від прямого вильоту команду врятувала нічия з «Боки Хуніорс» та перемога над «Хімнасією і Ескріма Ла-Плата». Ці результати дозволили клубу зіграти в матчах плей-оф за право збереження прописки в Прімері все з тією ж «Хімнасією і Ескріма Ла-Плата». 22 червня 2011 року «Уракан» поступився «Хімнасії» з рахунком 0:2 та вчетверте за останні 25 років вилетів до другого дивізіону.

### 2011—2013: Перезавантаження
Після оголошення інформації про відставку Карлоса Бабінгтона та виборів нового президента клубу, на яких переміг Алехандро Надур, новим головним тренером команди став Хуан Армандо Санчес, але клуб продовжував демонструвати невдалі результати, зокрема програв з рахунком 0:2 «Інституто де Кордоба», а потім поступився й «Хімнасії і Есгріма». Потім «Уракан» здобув першу перемогу в четвертому турі над клубом «Гільєрмо Браун», але в наступних турах спочатку зіграв унічию з «Бока Унідос ді Коррієнтес» та поступився «Альміранте Браун». Після п'яти матчів було звільнено Армандо Санчеса. Виконувачем обов'язків головного тренера призначено Нестора Апуццо, під його керівництвом команда вдома перемогла «Індепендьєнте де Мендоса» з рахунком 3:0, поступилася «Кільмесу» з рахунком 0:2 та перемогла «Депортіво Мерло» з рахунком 1:0.
30 вересня 2011 року «Уракан» очолив Дієго Кокку, а його помічником став Вальтер Коєтте, колишній гравець клубу у складі команди, яка виграла в 2007 році Насьйональ Б, тренером польових гравців став Адріан Гонсалес, до тренерського штабу також увійшов ще один колишній гравець клубу, Маріано Хуан.
Після того, як протягом 14 турів команду тренував Дієго Кокка, під керівництвом якого клуб здобув 4 перемоги, 4 нічиї та 6 поразок, керівництво клубу звільнило його за незадовільні результати, а виконувачем обов'язків головного тренера знову став Нестор Апуццо.
У квітні 2012 року вдруге Ектор «Ель Чуло» Рівойра став головним тренером команди. Після завершення попереднього сезону на 12-му місці «Уракан» продовжив свої виступи у Насьйональ Б, дещо омолодив склад команди, а керівництво клубу поставило завдання повернутися до Прімери. Клуб запросив таких гравців: Едуардо Домінгеса, Уго Баррьєнтоса, Даніеля Вегу та Матіаса Дефедеріко. На додаток до них з різних команд було запрошено кілька талановитих молодих гравців та кілька футболістів з нижчих дивізіонів. У зв'язку з невдалим стартом, 12 вересня 2012 року, після завершення матчу 5-го туру, був розірваний контракт з Ектором Рівойрой, а новим виконувачем обов'язків головного тренера став Габрієль Рінальді.
6 червня 2013 року, напередодні початку сезону 2013/14 років, Антоніо Мохамед знову став головним тренером клубу. Після гучного провалу його 1 жовтня того ж року було відправлено у відставку. Виконувачем обов'язків головного тренера став Ектор Апуццо, який згодом поступився своїм місцем Франку Даріа Куделці, який розпочав роботу 14 жовтня 2013 року. Під його керівництвом покращилося психологічне налаштування гравців команди, і вже у другому колі чемпіонату це була найкраща команда турніру, а це у свою чергу дозволило клубу піднятися у турнірній таблиці до лідерів чемпіонату та посісти підсумкове третє місце. У плей-оф команда поступилась «Індепендьєнте».

### 2014—
Вихід до Прімери
У другій половині 2014 року команда розпочала виступи у Прімері Б Насьйональ, в якій за право виходу до Прімери змагалися 10 найкращих команд за підсумками сезону, які входили до Зони Б. У той же час клуб продовжував свої виступи в Кубку Аргентини 2013/14. У той час як клуб демонстрував відмінні результати в останньому турнірі, в черговому розіграші Насьйоналю Б він істотно погіршив свої шанси на вихід до Прімери через вкрай невдалі результати, які призвели до того, що 1 листопада відбувся інцидент у матчі чемпіонату проти СК «Бельграно» (Сан-Франсіско), який довелося призупинити через безлади, які влаштували уболівальники на трибунах. Результатом невдалих виступів команди стала відставка Френка Даріо Куделки з посади головного тренера клубу та призначення вже вчетверте виконувачем обов'язків головного тренера Нестора Апуццо. Під його керівництвом результати «Уракану» істотно поліпшилися, клуб зумів посісти п'яте місце, останнє, яке надало можливість посперечатися за путівку до Прімери, з клубом «Атлетіко Тукуман», 14 грудня на стадіоні «Мальвінас Архентінас» у місті Мендоса «Уракан» здобув перемогу з рахунком 4:1 в овертаймі, завдяки голам Федеріко Манчінеллі, Алехандро Гамарра, Рамона «Ванчопе» Абільї й Августіна Торасси, а це означало, що після паузи тривалістю у три з половиною роки, «Уракан» повертається до участі в Прімері сезону 2015 року.
Переможець Кубка Аргентини 2013/14
26 листопада 2014 року, «Уракан» стає переможцем Кубка Аргентини сезону 2013—2014 років, який був відроджений Аргентинською футбольною асоціацією після дворічної перерви (2011—2012 роки). Таким чином, після більш ніж 41-річної перерви з моменту завоювання останнього титулу, клуб знову тріумфує в офіційних футбольних змаганнях Аргентини. «Уракан» став лише дев'ятим футбольним клубом у світі, який виграв національний кубок, виступаючи у нижчому футбольному дивізіоні національного чемпіонату, а також клуб кваліфікувався для участі в Кубку Лібертадорес 2015 року.
Перемога у фіналі
Клуб мав потрапити до фінальної частини, тобто до числа восьми найкращих клубів, які змагалися на регіональному етапі Кубка. Першим суперником «Уракану» став «Крукеро-дель-Норте», з яким клуб зіграв внічию 2:2 в основний час, а в серії післяматчевих пенальті, з рахунком 5:4 святкували перемогу та вийшли до наступного раунду турніру.
Відбіркові поєдинки
На цій стадії турніру «Уракан» зустрівся з «Бока Хуніорс», клубом Прімери. Незважаючи на різницю у класі між суперниками, «Уракан» з рахунком 2:0 здобув перемогу завдяки влучним ударам Рамона Ванчопе Абільї та Федеріко Манчінеллі. Таким чином, клуб кваліфікувався для участі у другому раунді турніру.
1/8 фіналу
У другому раунді «Уракан» зустрівся з «Банфілдом», який у попередньому раунді в одному з «класичних протистоянь півдня провінції Буенос-Айрес» здолав «Кільмес». Команда з Парке Партісіоз пропустила першою, але завдяки 2 голам Гонсало Мартінеса вирівняла ситуацію. Але тепер уже Алмейда зрівняв рахунок і знову довелося бити післяматчеві пенальті. З рахунком 3:2 у серії перемогу здобув «Уракан», вагомий внесок у цю перемогу зробив воротар Маркос Діас, який відбив 3 пенальті.
1/4 фіналу
Після перемоги над «Банфілдом» команда кваліфікувалася для участі в 1/4 фіналу, де «Ель Глобо» зустрілися з «Естудьянтес», якого «Уракан» також переграв у другому раунді. Уже вдруге у фінальному раунді та втретє по ходу турніру «Уракан» виграв у суперника в серії післяматчевих пенальті, після того як основний та додатковий час поєдинку завершилися з рахунком 1:1. Рахунок у серії був знову 3:2, і знову воротар «Уракану» відбив 3 удари з пенальті.
1/2 фіналу
У півфіналі турніру «Уракан» знову зустрівся з представником Прімери «Атлетіко Рафаела», який у попередньому раунді з мінімальним рахунком переграв «Діфенсу і Хустія». Знову ж таки, команда продемонструвала перевагу над суперником з вищого дивізіону та перемогла з рахунком 2:0, ставши першим фіналістом національного кубка.
Фінал
У фіналі турніру суперником «Уракану» став «Росаріо Сентраль», який здолав «Рівер Плейт» та Архентінос Хуніорс з рахунком 5:0, тож перед початком фіналу саме «Росаріо» вважали фаворитом протистояння. Фінальний поєдинок відбувався на нейтральному полі, на стадіоні Сан-Хуан де Бінкенаріо в місті Сан-Хуан. Доля трофею визначилася у серії післяматчевих пенальті. Серія розпочалася для «Уракану» вкрай невдало, перший удар у виконанні Гонсало Мартінеса відбив воротар суперників, Маурісіо Каранта, а другий постріл у виконанні Рамона Абільї пройшов повз ворота. Проте наступні постріли у виконанні легендарних для «Уракану» Едуардо Домінгеса та Родріго Еррамуспе, а також Агустіна Торасси, Карлоса Арано та Федеріко Манчінеллі були точними. До того ж величезна заслуга у здобутті трофею належить і воротарю Маркосу Діасу, який відбив постріл свого колеги з команди суперника Маурісіо Каранти, і, нарешті, вирішальний постріл Ернана Енкіна, крім цього, Діас також відбив постріл у виконанні Пауло Феррарі.
Таким чином, команда під керівництвом Нестора Апуццо увійшла в історію аргентинського футболу і, в першу чергу, в історію «Уракану», оскільки здобула перемогу в цьому турнірі, а також дістала можливість стартувати в сезоні 2015 року в Кубку Лібертадорес, а також буде виступати в Прімері. Починаючи з 1974 року, клуб жодного разу ще не здобував чемпіонство у цьому турнірі (після перемоги в Метрополітані 1973 року). Крім того, завдяки цьому успіху, команда здобула право як переможець Кубка Аргентини позмагатися з чемпіоном Прімери «Рівер Плейтом» за Суперкубок Аргентини, в якому «Уракан» здолав «Рівер Плейт».
Крім вищевказаних прізвищ, невід'ємною частиною цього успіху були такі гравці: Гастон Монзон, Сантьяго Ечеверрія, Лукас Вілльярруел, Федеріко Вісмара, Алехандро Капурро, Патрісіо Торанцо, Крістіан Еспіноза, Есекьель Гальєгос, Алехандро Ромеро Гамарра, Леандро Карусо, Гільєрмо Сотело, Герман Мандаріно, Іван Морено-і-Фабьянесі, Лукас Фаваллі, Крістіан Міллья, Іван Борхелльйо. Тренували команду спочатку Даріо Куделка, а потім Нестор Апуццо.
| Склад команди у фіналі: - Маркос Діас - Федеріко Манчінеллі - Родріго Еррамуспе - Едуардо Домінгес - Карлос Арано - Лукас Вілльярруел - Федеріко Вісмара - Патрісіо Торанцо - Крістіан Еспіноза - Рамон Абілья - Гонсало Мартінес - ТР: Нестор Апуццо |  | Переможець Кубку Аргентини 2013/14 Маркос Діас Манчінеллі Еррамуспе Домінгес Арано Вілльярруел Вісмара Торанцо Еспіноза Мартінес Абілья ТР: Нестор Апуццо |
| Переможець Кубку Аргентини 2013/14 Маркос Діас Манчінеллі Еррамуспе Домінгес Арано Вілльярруел Вісмара Торанцо Еспіноза Мартінес Абілья ТР: Нестор Апуццо                                                                                             |  | |

На заміні: Есекьель Гальєгос, Алехандро Ромеро Гамарра та Агустін Торасса.

## 2015: Міжнародний кубок
Здобувши путівку до Прімери, «Уракан» повернувся до еліти аргентинського футболу після чотирирічної перерви. Визначальним став і старт у Кубку Лібертадорес 2015 року. У континентальному турнірі на першому етапі протистояв «Альянса Ліма», якого переміг у Перу з рахунком 4:0, а на стадіоні «Томас Адольфо Дуко» команди розписали нульову нічию. У наступному, груповому, раунді у 3-й групі команді протистояли «Крузейру» з Бразилії, «Універсітаріо» з Болівії та «Мінерос Гуаяна» з Венесуели. У перших трьох матчах «Ель Глобе» тричі поспіль зіграв унічию: 2:2 вдома проти «Мінероса», 0:0 проти «Універсітаріо» в Сукре, а також 0:0 на виїзді проти «Крузейру». У четвертому турі «Уракан» розписав четверту поспіль нічию, проти «Універсітаріо» з рахунком 1:1. У наступному турі «Парке Партісіоз» здобули впевнену перемогу над «Крузейру» 3:1. Але поразка в останньому турі від «Мінероса» 0:3 завадила клубу продовжити боротьбу в Кубку.
Незважаючи на цей невдалий виступ, «Уракан» мав взяти участь в іншому турнірі, завдяки перемозі в Кубку Аргентини, оскільки перемога у цьому турнірі давала змогу позмагатися за Суперкубок Аргентини 2014 року, трофей повинен був розігруватися в одному матчі на нейтральному полі, проти «Рівер Плейт», який став переможцем національного чемпіонату в сезоні 2013/14. Матч відбувся на стадіоні «Сан-Хуан дель Бісентаріо» в місті Сан-Хуан 25 квітня 2015 року. «Уракан» здобув цей престижний титул завдяки перемозі з рахунком 1:0, переможний гол на свій рахунок записав чилієць Едсон Пуч, на 21-й хвилині. Завдяки цьому результату «Уракан» здобув право зіграти в іншому міжнародному турнірі, в Південноамериканському кубку 2015 року.
Він дебютував у Південноамериканському кубку проти «Тігре», якого переміг з рахунком 5:2 в першому матчі, а в матчі-відповіді переміг з рахунком 1:0. В 1/8 фіналу «Уракан» зустрівся зі «Спорт Ресіфі», у першому поєдинку суперники розписали нічию 1:1, а в матчі-відповіді на з рахунком 3:0 святкував перемогу «Ель Глобо».
У 1/4 фіналу «Уракан» зустрівся з «Дефенсор Спортінгом» з Монтевідео, у першому матчі «Ель Глобе» здобув мінімальну перемогу з рахунком 1:0, а у матчі-відповіді суперники розписали нульову нічию, яка вивела до півфіналу саме «Уракан».
У півфіналі «Уракан» зустрівся з торішнім переможцем турніру, «Рівер Плейтом». У першому матчі, «Уракан» створив сенсацію, перемігши «мільйонерів» з рахунком 1:0 на стадіоні «Монументаль», автором переможного голу став Крістіан Еспіноза. У матчі-відповіді «Ель Глобе» відзначився у воротах суперника двічі, завдяки старанням Патрісіо Торанцо та Рамона Абільї, «Рівер» відповів на це одним голом у виконанні Родріго Мори, таким чином «Уракан» вийшов до фіналу континентальних змагань, де він зустрівся з «Санта-Фе» з міста Богота. Домашній матч на «Парке Партісіоз» «Уракан» завершив нульовою нічиєю, тож переможець турніру мав визначитися в Колумбії. Основний час матчу-відповіді завершився нульовою нічиєю, додаткові 30 хвилин також не визначили переможця, тож долю трофею вирішили в серії післяматчевих пенальті, яку «Уракан» провалив та поступився з рахунком 1:3. Переможцем Південноамериканського кубка 2015 року став «Санта-Фе».

## Досягнення

### Офіційні титули

#### Аматорський період
- Прімера Дивізіон 
  -  Чемпіон (4): 1921, 1922, 1925, 1928
  -  Срібний призер (2): 1920, 1923

- Другий дивізіон чемпіонату Аргентини
  -  Чемпіон (1): 1913

- Кубок Естімуло
  -  Володар (1): 1920

- Кубок Доктора Карлоса Ібаргурена
  -  Володар (2): 1922, 1925

- Кубок Альдао
  -  Фіналіст (1): 1928

#### професіональний період
- Прімера Дивізіон 
  -  Чемпіон (1): 1973 (Метрополітана)
  -  Срібний призер (6): 1936 (Copa de Honor), 1939 (Чемпіонат), 1975 (Метрополітана), 1976 (Метрополітана), 1994 (Клаусура), 2009 (Клаусура)

- Другий дивізіон чемпіонату Аргентини
  -  Чемпіон (2): 1989/1990 (Насьйональ B), 1999/2000 (Насьйональ B)

- Кубок Адріана К. Ескобара
  -  Володар (2): 1942, 1943

- Кубок Георга VI
  -  Володар (1): 1944

- Кубок Аргентини
  -  Володар (1): 2013/2014

- Суперкубок Аргентини
  -  Володар (1): 2014

- Південноамериканський кубок
  -  Фіналіст (1): 2015

### Неофіційні титули

#### Аматорський період
- Олімпійський турнір в Сан-Хуані
  -  Чемпіон (1): 1927

#### Професіональний період
- Кубок Біслері:
  -  Володар (1): 1970

- Cuadrangular (Neuquén)
  -  Володар (1): 1972

- Torneo Cuadrangular Vendimia (Mendoza)
  -  Володар (1): 1980

- Кубок Амістад (B.A):
  -  Володар (1): 1983

- Кубок Дня муніципальних музеїв
  -  Володар (1): 1991[18]

- Copa Trenque Lauquen
  -  Володар (1): 1994

- Copa Estado de Israel
  -  Володар (1): 1998[18]

- Кубок провінції Буенос-Айрес
  -  Володар (1): 1999

- Copa Día Internacional de la Familia
  -  Володар (1): 2009

- Copa 107 Aniversario del barrio de Parque de los Patricios:
  -  Володар (1): 2009

- Copa 113 Aniversario del barrio de Parque de los Patricios:
  -  Володар (1): 2015

- Кубок міста Буенос-Айрес
  -  Володар (1): 2016

- Кубок Філіпс-Юніверсал (Коста-Рика):
  -  Володар (1): 1957/1958[19]

- Copa Croydon (Колумбія)
  -  Володар (1): 1960

- Кубок міста Санта-Марта (Колумбія)
  -  Володар (1): 1975

- Кубок міста Сантьяго (Чилі)
  -  Володар (1): 1980[20]

- Кубок Іберії, Бадайоз (Іспанія)
  -  Володар (1): 1984